# Tapauá
Tapauá là một đô thị thuộc bang Amazonas, Brasil. Đô thị này có diện tích 89324,26 km², dân số năm 2007 là 18716 người, mật độ 0,21 người/km².